# 1982년 대한민국의 영화 목록
다음은 1982년에 개봉됐던 대한민국의 영화 목록이다.

## 목록
- 0점하의 자식들
- 13월의 연정
- F학점의 천재들
- 갈채
- 겨울로 가는 마차
- 겨울사냥
- 관속의 드라큐라
- 괴적귀무
- 그들은 태양을 쏘았다
- 금강선법
- 금강혈인
- 금룡 삼십칠계
- 깨소금과 옥떨메
- 꼬방동네 사람들
- 꿀맛
- 나는 할렐루야 아줌마였다
- 날마다 허물벗는 꽃뱀
- 낮은데로 임하소서
- 내가 사랑했다
- 내이름 쌍다리
- 내일은 야구왕
- 대학얄개
- 돌아온 쌍용
- 만추
- 무녀의 밤
- 무림걸식도사
- 무림사부대행
- 미워 미워 미워
- 반금련
- 반노
- 밤을 기다리는 해바라기
- 밤의 천국
- 버려진 청춘
- 복수는 내게 맡겨라
- 빨간앵두
- 삐에로와 국화
- 사랑의 노예
- 사형사제
- 사후세계
- 산동물장수
- 산딸기
- 삼국여한
- 생사결
- 세종대왕
- 소림관 지배인
- 소림사 왕서방
- 소림사 주천귀동
- 소림신방
- 소림십대여걸
- 숲속의 바보
- 슈퍼 마징가 3
- 슈퍼 삼총사
- 슈퍼 태권 V
- 신 애권
- 쌍배
- 아벤고 공수군단
- 애마부인
- 애인
- 어둠의 딸들
- 엄마결혼식
- 여애권
- 여자는 괴로워
- 여자와 비
- 여자의 함정
- 열애
- 영자의 전성시대 2
- 오염된 자식들
- 외팔이 여신용
- 요권괴권
- 욕망의 늪
- 용문 파계 제자
- 용형마교
- 우상의 눈물
- 유부녀
- 유혹
- 이십육×365=0
- 인자문살수
- 인터폴
- 자유처녀
- 저녁에 우는 새
- 정부
- 조용한 방
- 종로부르스
- 죽으면 살리라
- 진아의 벌레먹은 장미
- 집을 나온 여인
- 천용란
- 최인호의 야색
- 춘희
- 친구여 조용히 가다오
- 칠지수
- 타인의 둥지
- 탄야
- 풍운아 팔불출
- 하늘가는 밝은 길
- 해결사
- 혈우천하
- 혹성 로보트 썬더 A
- 화녀
- 화순이
- 흑녀
- 흑룡왕과 비호동자

## 참고 자료
- KOFIC 영화데이터베이스